# David de Kretser
David Morritz de Kretser, né le 27 avril 1939 à Colombo, est un médecin-chercheur australien  et le 27e gouverneur du Victoria du 7 avril 2006 au 7 avril 2011, succédant à John Landy. Le Premier ministre du Victoria de l'époque, Steve Bracks, avait annoncé sa nomination le 19 janvier 2006.

## Biographie
Sri-lankais d'origine, de Kretser est né à Colombo au Sri Lanka, (alors connu sous le nom de Ceylan), et a émigré en Australie avec sa famille, alors qu'il était âgé de neuf ans. Il a fait ses études à la Camberwell Grammar School (dont il est actuellement membre de la commission scolaire) et a eu son doctorat en médecine de l'Université Monash en 1969.
De Kretser est un spécialiste de l'infertilité masculine et d'andrologie. Il est enseignant universitaire de longue date. Il a commencé à travailler à l'Université Monash en 1965, dans le département d'anatomie et, auparavant, avait été directeur de la Fondation sur la reproduction et le développement de l'Institut Monash (récemment rebaptisée Institut de recherche médicale de Monash) et vice-doyen de la Faculté de médecine. Il a également été enseignant d'endocrinologie à l'Université de Washington à Seattle de 1969 à 1971.
Il fonde un groupe de recherche médicale sur l'andrologie en Australie. Il est membre de l'Académie australienne des sciences. En 2015, il est élu fellow de l'Académie australienne des sciences de la santé et de la médecine.